# Distretto di Hanumangarh
Il distretto di Hanumangarh è un distretto del Rajasthan, in India, di 1 517 390 abitanti. È situato nella divisione di Bikaner e il suo capoluogo è Hanumangarh.